# Measurement Science and Technology
Measurement Science and Technology  (abrégé en Meas. Sci. Technol.) est une revue scientifique à comité de lecture. Ce mensuel publie des articles de recherches originales concernant les nouvelles techniques de mesures et l'instrumentation. Il est publié par l'Institute of Physics.
D'après le Journal Citation Reports, le facteur d'impact de ce journal était de 1,317 en 2009. Actuellement, le directeur de publication est Peter Hauptmann (Université Otto von Guericke de Magdebourg, Allemagne).